# Alcindo Monteiro
Alcindo Bernardo Fortes Monteiro (Mindelo, Cabo Verde, 1 de outubro de 1967 – Lisboa, 12 de junho de 1995) foi um cidadão português assassinado aos 27 anos, vítima de crime de ódio racial.
A 1 de outubro de 2020, data em que comemoraria o seu 53.º aniversário, a Câmara Municipal de Lisboa inaugurou uma placa em sua homenagem na Rua Garrett, local onde foi atacado. O executivo autárquico salientou a placa enquanto símbolo do "compromisso da cidade com o combate ao racismo e intolerância".

## Biografia
Alcindo Monteiro nasceu no Mindelo a 1 de outubro de 1967, filho de Bernardo e Francisca Monteiro. Era um de sete filhos. Em 1978, com 11 anos, Alcindo emigrou para Portugal juntamente com a sua família, que se estabeleceu no Bairro de Casquilhos, no Barreiro. Alcindo cumpriu o serviço militar obrigatório em Beja, tendo assumido o posto de cozinheiro. Gostava de cozinhar e de dançar. um dos seus sonhos era seguir a carreira de bailarino, «talvez de Hip Hop ou breakdance».

## Assassinato
Na noite de 10 de junho de 1995, Alcindo Monteiro apanhou o barco do Barreiro para Lisboa, com o objetivo de ir dançar ao Bairro Alto. Foi intercetado e violentamente espancado por um grupo de nacionalistas skinheads, na zona do Chiado, vindos de um jantar comemorativo do "Dia da Raça", designação dada durante o Estado Novo ao Dia de Portugal, celebrado naquele dia.

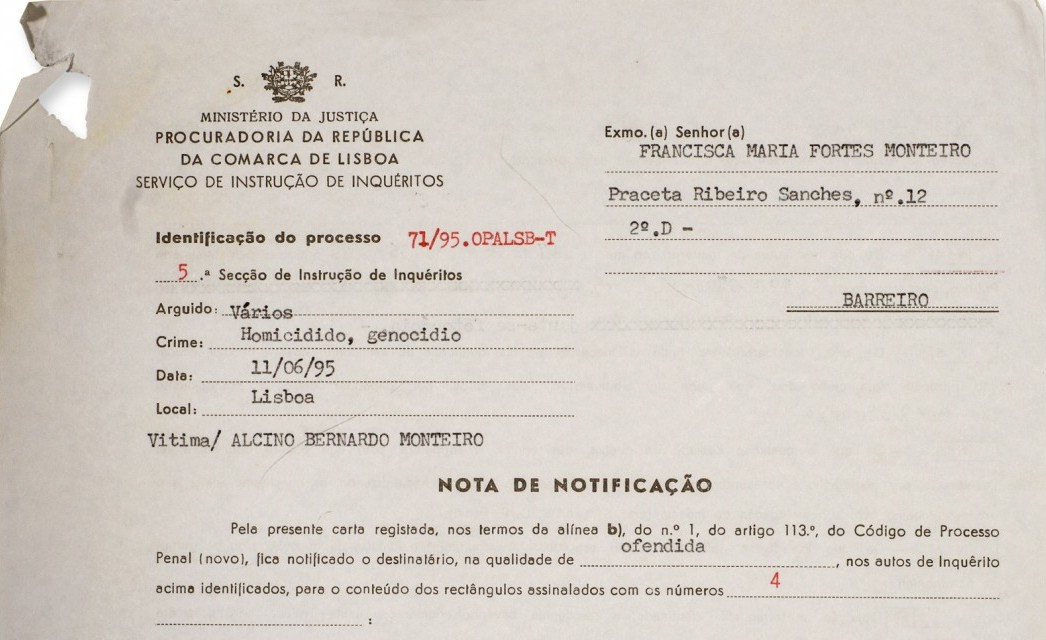
Notificação da Procuradoria-Geral da República a Francisca Fortes Monteiro, mãe de Alcindo Monteiro, no dia do seu espancamento.

Monteiro foi encontrado sem sentidos na Rua Garrett, em frente à montra da casa Gianni Versace, sendo transportado para o Hospital de São José, juntamente com outras nove vítimas de agressões, todas elas negras. Foi o ator João Lourenço quem ligou para o 115. O relatório médico indicava "hemorragias sub-pleurais e sub-endocárdicas; edema pulmonar; graves lesões traumáticas crânio-vasculo-encefálicas; lesão no tronco cerebral; edema cerebral muito marcado; fractura da calote craniana". Alcindo Monteiro entrou em coma profundo nas primeiras horas da madrugada de 11 de junho de 1995. O seu óbito seria declarado às 10h30 da manhã de 12 de junho.

## Julgamento do seu assassinato
O julgamento do caso teve início no dia 31 de janeiro de 1997, no tribunal de Monsanto, presidido pelo juiz João Martinho. Foram identificados 17 arguidos, julgados por genocídio, um crime de homicídio e dez ofensas corporais, e ouvidas 84 testemunhas. As sessões estenderam-se até 4 de junho do mesmo ano. Os arguidos foram Mário Machado, Nuno Cláudio Cerejeira, Nuno Monteiro, Nélson Silva, Nuno Themudo da Silva, Jaime Hélder, Alexandre Cordeiro, José Lameiras, Hugo Silva, João Martins, Ricardo Abreu, José Paiva, Jorge Martins, Tiago Palma, Jorge Santos, Nélson Pereira e João Homem.
Foi o depoimento do arguido José Lameiras que permitiu a identificação dos restantes agressores e o seu nível de envolvimento na agressão. João Lourenço depôs como testemunha ocular da agressão, mas não conseguiu identificar nenhum dos agressores. No dia 2 de maio, o Ministério Público deixou cair a acusação de genocídio.
No dia 4 de junho de 1997, a sentença ditou penas únicas de 18 anos de prisão a Nuno Themudo da Silva, Nuno Monteiro, Hugo Silva, Ricardo Abreu, José Paiva e Tiago Palma; 17 anos e seis meses de prisão para Jaime Hélder, Nélson Silva e João Martins e 16 anos e seis meses de prisão para Alexandre Cordeiro. Foram ainda proferidas penas mais leves para Mário Machado (quatro anos e três meses), Nuno Cerejeira (dois anos e seis meses), Jorge Martins e Nélson Pereira (três anos e nove meses).  Jorge Santos e João Homem foram absolvidos.

## Reconhecimentos
Em 2020, a Câmara Municipal de Lisboa colocou na Rua Garrett, local onde Alcindo foi assassinado, uma placa evocativa em sua homenagem.
Em 2021 foi lançado o documentário Alcindo realizado por Miguel Dores. O documentário relata a noite do assassinato e reflete ainda sobre a violência e ataques racistas, em Portugal. O documentário foi vencedor do Prémio do Público na edição de 2021 do Doclisboa e nesse mesmo ano ganhou ainda o prémio de Melhor Documentário e o Grande Prémio do Festival Caminhos do Cinema Português.